# Doula

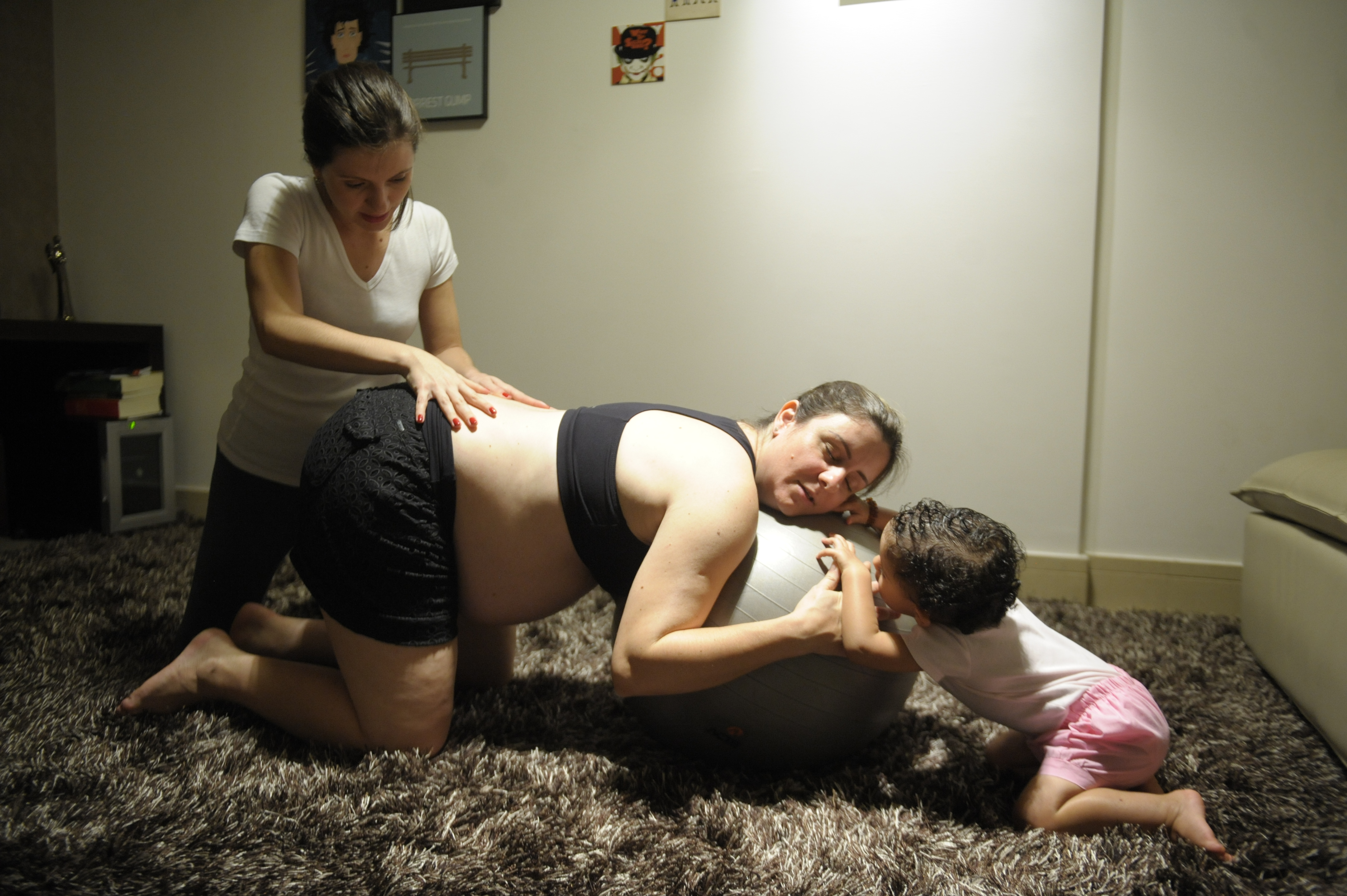
Eine Doula mit einer Schwangeren bei Übungen

Eine Doula (von altgriechisch δούλη doúlē, deutsch ‚Dienerin, Sklavin, Magd‘) ist eine nichtmedizinische Helferin. Sie steht einer werdenden Mutter vor, während und nach der Geburt emotional und körperlich zur Seite.

## Geschichte des Berufsbildes
In der westlichen Kultur wurde das Konzept der Doula zunächst in den USA wiederbelebt. Der Begriff wurde 1969 in einer anthropologischen Studie von Dana Raphael verwendet. Die Schülerin von Margaret Mead hatte den Begriff Doula von einer älteren griechischen Frau übernommen. In den USA gibt es seit jeher nur sehr wenige Hebammen in den Krankenhäusern. Wenn es keine Komplikationen gibt, werden Mütter kurz nach der Geburt nach Hause entlassen. In Deutschland und Österreich waren Doulas in den 2010er Jahren noch nicht sehr bekannt. In der Schweiz hat sich der Bekanntheitsgrad deutlich vergrößert.

## Aufgaben
Doulas verstehen sich als Schwangerschafts-, Geburts- und Wochenbettbegleiterin. Sie kümmern sich vor, unter und nach der Geburt eines Kindes um die Frau, unterstützen den Partner und helfen beiden, emotional mit der Situation zurechtzukommen. Während der Geburt können sie eine kontinuierliche 1:1-Betreuung gewährleisten. Dabei übernehmen Doulas keine medizinischen Tätigkeiten und ersetzen weder Hebamme noch ärztliche Geburtshelfer. In manchen Kulturen sind neben der Hebamme eine oder mehrere Doulas zur Unterstützung bei der Geburt anwesend.
Die praktische Unterstützung von Eltern und Neugeborenen nach der Geburt einschließlich der Versorgung der Geschwister ist eher Teil der häuslichen Wöchnerinnen- und Säuglingspflege. Im Vergleich dazu befasst sich eine Doula mit emotionalen Geschehnissen vor und unmittelbar nach der Geburt. Die Schwangere nimmt selbst Kontakt zu einer Doula auf und bezahlt diese privat. Die Kosten für eine Doula werden in Deutschland nicht von den Krankenkassen getragen.

## Ausbildung
Der Begriff Doula ist nicht geschützt, daher kann auch ohne entsprechende Ausbildung als Doula gearbeitet werden. 
In Deutschland und Österreich wird auch eine Doula-Ausbildung von privaten Vereinen organisiert. Die Zugangsvoraussetzungen sind unterschiedlich, und die Ausbildung ist in Deutschland, Österreich und der Schweiz nicht staatlich organisiert. Sie muss privat bezahlt werden. Die Ausbildung erfolgt in Kursen, die in etwa über ein Jahr verteilt sind. Bestandteil der Ausbildung sind praktische Erfahrungen.
Doulas arbeiten haupt- oder nebenberuflich. Als grundlegende Voraussetzung für die Tätigkeit wird weithin angesehen, dass eine Doula selbst ein Kind geboren hat. Einige Vereine in der Schweiz, Österreich und Deutschland bieten die Ausbildung nur für Frauen an. Seit 2017 gibt es aber auch Ausbildungsmöglichkeiten für Männer und für Frauen ohne Geburtserfahrung. Es gibt vereinzelt männliche Doulas. Die Ausbildung zur Hebamme steht hingegen auch Männern vorbehaltlos offen. In Deutschland gibt es 2022 geschätzt 22 männliche Hebammen.
Im Gegensatz verläuft die Qualifizierung zur Hebamme im Rahmen eines Studiums, das durch Hebammengesetze in Deutschland und Österreich reguliert wird.

## Doula-Vereinigungen
Der Verein DONA International ist die größte und älteste Doula-Vereinigung weltweit. Sie besteht seit 1992 und hatte bis 2019 mehr als 12.000 Doulas in mehr als 50 Ländern zertifiziert. In Österreich, Deutschland und der Schweiz gibt es mehrere Doula-Vereinigungen und mehrere Anbieter für eine Doula-Ausbildung.

## Begriffliche Abgrenzung
In abweichender Wortverwendung wird eine Sterbebegleitung bisweilen auch als Doula bzw. Delirium Doula bezeichnet.